# Hlohovec (Czechy)
Hlohovec – wieś na Morawach, w Czechach, w kraju południowomorawskim. Liczba jego mieszkańców wyniosła 1 263 osoby.